# Chip of the Flying U (film, 1939)
Pour les articles homonymes, voir Chip of the Flying U.
Pour plus de détails, voir Fiche technique et Distribution.
Chip of the Flying U est un film américain réalisé par Ralph Staub, sorti en 1939.

## Synopsis
Chip Bennet va contrecarrer les projets criminels de son ennemie Ed Duncan...

## Fiche technique
- Titre : Chip of the Flying U
- Réalisation : Ralph Staub
- Scénario : Larry Rhine, Andrew Bennison, d'après le roman de Bertha Muzzy Sinclair
- Photographie : William A. Sickner
- Montage : Louis Sackin
- Musique :  Charles Previn
- Direction artistique :  Jack Otterson
- Décors :  Russell A. Gausman
- Producteur :  Albert Ray
- Société de production :  Universal Pictures
- Société de distribution :  Universal Pictures (États-Unis), General Film Distributors (Royaume-Uni)
- Pays d'origine :  États-Unis
- Langue : Anglais américain
- Format : Noir et blanc — 35 mm — 1,37:1 — Son : Mono (Western Electric Mirrophonic Recording)
- Genre : Film d'aventure, Film d'action, Western
- Durée : 55 minutes
- Dates de sortie : 
  -  États-Unis : 29 novembre 1939 (première) / 24 janvier 1940 (sortie nationale)

## Distribution
- Johnny Mack Brown : 'Chip' Bennett
- Bob Baker (en) : 'Dusty'
- Fuzzy Knight : 'Weary'
- Doris Weston : Margaret Whitmore
- Forrest Taylor : J.G. Whitmore
- Anthony Warde (en) : Ed Duncan
- Karl Hackett (en) : Hennessy
- Henry Hall : le banquier Wilson
- Claire Whitney : Miss Robinson
- Ferris Taylor (en) : le shérif

## Autour du film
Il s'agit de la troisième adaptation au cinéma du roman éponyme de Bertha Muzzy Sinclair publié en 1906 après Chip of the Flying U, avec Tom Mix et Kathlyn Williams, réalisé par Colin Campbell, sorti en 1914 et Invalide par amour (Chip of the Flying U), avec Hoot Gibson et Virginia Brown Faire réalisé par Lynn Reynolds, sorti en 1926. Bien que certains des personnages soient les mêmes dans les films de 1926 et 1939, les scénarios sont assez différents, et aucun des deux films ne suit de près l'intrigue du roman original.